# Clara Tauson
Clara Tauson (nascida em 21 de dezembro de 2002) é uma tenista profissional dinamarquesa. 
Em 2016, aos 13 anos, ela se tornou a mais jovem campeã dinamarquesa de tênis. Caroline Wozniacki detinha o recorde anterior quando venceu aos 14 anos. A classificação mais alta de sua carreira é a 33ª posição mundial em simples e a 432ª em duplas, alcançadas em fevereiro de 2022. Ela ganhou três títulos WTA, todos em 2021 e em quadra dura.
Como júnior, ela jogou torneios amadores de 2013 a 2019 e começou a misturar isso com torneios com premiação em dinheiro em 2017, com três torneio de US$ 15.000.
Seu melhor resultado amador foi ter sido a vencedora do Australian Open de 2019. No mesmo ano, ela se tornou a primeira garota dinamarquesa a liderar o ranking mundial júnior. No circuito profissional da ITF, ela conquistou quatorze títulos, o primeiro aos 14 anos. 
Sua estreia no WTA Tour ocorreu em abril de 2019 no WTA 250 de Lugano onde passou pela qualificatória mas perdeu na primeira rodada da chave principal para Evgeniya Rodina em três sets.
Sua estreia em um Grand Slam como sênior ocorreu no Aberto da França de 2020 onde ela passou pela qualificatória, na chave principal passou na primeira rodada por Jennifer Brady e perdeu na segunda para Danielle Collins.
Ela também representou a Dinamarca na Fed Cup com um recorde de vitórias e derrotas de 9–4 em simples. Ela terminou seus primeiros anos (2020) entre as 200 primeiras no ranking WTA.
Em 2021, seu primeiro ano como sênior, ela conquistou seus dois primeiros títulos de simples WTA no Open de Lyon e no Luxembourg Open, além de uma vitória no Challenger de Chicago e duas vitórias em torneios ITF uma nos Emirados Árabes e outra na Alemanha. Ao mesmo tempo, ela alcançou o top 50 no ranking WTA.
Sua temporada de 2022 foi marcada por lesões, no entanto, ela conseguiu passar seu primeiro milhão de dólares em prêmios em dinheiro.

## Vida pessoal
De 2019 a 2022 ela frequentou a academia de tênis de Justine Henin na Bélgica. O ex-tenista Michael Tauson é seu tio.

## Carreira

### Visão geral
O talento de Clara Tauson para o tênis foi descoberto quando ela tinha seis anos. Aos 10 anos, ela deixou a escola local para frequentar uma que lhe permitiria se concentrar no tênis. 
No início, ela era frequentemente comparada a Caroline Wozniacki, a melhor jogadora da Dinamarca na época. Ela não se considerava o mesmo tipo de jogadora que Wozniacki, a quem ela via mais como uma jogadora de linha de base. Clara Tauson começou a jogar torneios juniores em 2013, aos 10 anos. Sua família a financiou até 2017, quando ela começou a jogar torneios profissionais. Em 2019, ela se tornou uma profissional em tempo integral. Ela se concentra na modalidade de simples, mas também jogou em torneios de duplas e na Fed Cup.

### 2009–2016: Início de carreira e campeã dinamarquêsa
Tauson começou a jogar tênis aos seis anos. Em 2011, ela venceu o torneio Sub-9 no campeonato da Zelândia e o campeonato de clubes Sub-10. Ela estreou na turnê júnior da Tennis Europe [en] em 26 de agosto de 2013. Em 2014, ela se tornou tricampeã sub-12 dinamarquesa, vencendo simples femininas, duplas femininas e duplas mistas com Holger Rune.
Sua primeira vitória em torneio veio em 2015. Em fevereiro de 2016, Tauson estreou no ITF Junior Circuit, o principal nível de competição mundial entre tenistas sub-18. Durante o ano ela chegou a cinco finais, vencendo uma. Em duplas femininas, ela chegou a quatro finais, vencendo uma. Em agosto de 2016, aos 13 anos, ela venceu o Campeonato Dinamarquês de Tênis, derrotando Hannah Viller Møller [en] na final e quebrando o recorde de Caroline Wozniacki, que o conquistou aos 14 anos. Ela foi premiada como a melhor jogadora de tênis dinamarquesa do ano em 2016 por seu desempenho geral.

### 2017–2020: Profissionalismo júnior e top 200
Em 2017, Tauson fez sua estreia pela  equipe da Dinamarca Fed Cup. Ela perdeu seus jogos de duplas, mas a Dinamarca venceu a disputa. No European Youth Olympic Festival em julho, ela ganhou o torneio de tênis como cabeça-de-chave. Em setembro, ela fez sua estreia no Grand Slam na competição júnior do US Open, mas não chegou à chave principal. No mesmo mês, ela estreou no Circuito Feminino ITF profissional. Em outubro, ela entrou no ranking mundial da WTA quando alcançou sua primeira final da ITF. No mês seguinte, ela conquistou seu primeiro título da ITF.
Suas maiores vitórias em 2018 foram o Campeonato Europeu Júnior em simples femininas e a Osaka Mayor's Cup, sua primeira vitória em um torneio júnior de nível A. Ela conseguiu um contrato de patrocínio com a produtora japonesa de equipamentos esportivos Yonex. No final do ano, ela ganhou o bronze no ITF Junior Masters.
Ela jogou sua primeira chave principal do Junior Grand Slam no Australian Open de 2019, onde foi a primeira cabeça de chave no individual feminino e ganhou o título - a primeira garota dinamarquesa a fazê-lo. Na semana seguinte, ela também se tornou a primeira dinamarquesa a liderar o ranking mundial de simples. Em abril de 2019, ela entrou em seu primeiro torneio do WTA Tour como "wild card" na qualificatória. Ela chegou à chave principal mas perdeu a partida da primeira rodada. Em maio, ela jogou seu último torneio amador, tornando-se profissional em tempo integral.
Em fevereiro de 2020, ela ajudou a trazer a Dinamarca de volta ao Grupo I da Europa/África na Fed Cup. Devido à pandemia de COVID-19, sua carreira ficou suspensa até agosto. Em setembro, ela entrou no top 200 da WTA pela primeira vez em sua carreira. Isso permitiu que ela entrasse na qualificatória para o Aberto da França. O Aberto da França, que foi adiado devido à pandemia, foi sua primeira participação em um Grand Slam no nível sênior. Depois de vencer suas partidas na qualificatória, Tauson venceu a número 25 do mundo, Jennifer Brady, dos Estados Unidos, em sua primeira partida da chave principal antes de perder na segunda rodada para Danielle Collins, outra americana.

### 2021: Primeiros títulos WTA e top 50
Após vitórias em dois torneios da ITF, Tauson entrou no Lyon Open vinda da qualificatória no final de fevereiro. Lá, ela ganhou seu primeiro título WTA, derrotando a cabeça de chave Ekaterina Alexandrova no caminho, e sua companheira de qualificatória Viktorija Golubic na final. Com a vitória, Tauson entrou no top 100 pela primeira vez, tornando-se a segunda jogadora mais jovem entre as 100 primeiras, atrás de Coco Gauff. Na semana seguinte, ela se classificou para seu primeiro torneio WTA 500 no St. Petersburg Throphy, antes de perder para a eventual campeã Daria Kasatkina na primeira rodada.
Na abertura da temporada de quadra de saibro em abril, ela entrou como cabeça de chave pela primeira vez no WTA Tour na Copa Colsanitas. Porém, perdeu para a vinda da qualificatória Daniela Seguel, na primeira rodada. Sua próxima competição foi o evento WTA Charleston 2. Ela chegou às quartas de final, mas teve que desistir contra Camila Osorio, devido à uma lesão no joelho. A lesão a impediu de participar do Madrid Open um torneio WTA 1000. Em vez disso, ela participou do Open de Saint-Malo em simples e duplas. Embora ela tenha sido eliminada no início na competição de simples, ela conseguiu chegar às semifinais em duplas com sua parceira Aliaksandra Sasnovich da Bielorrússia. Em maio, ela entrou na chave principal do Aberto da França, perdendo para Victoria Azarenka na segunda rodada.
Em julho, ela entrou em seu primeiro Torneio de Wimbledon em simples e duplas. Mais tarde naquele mês, devido a cancelamentos, ela recebeu uma oferta de participação no Torneio Olímpico em Tóquio, mas recusou devido a uma lesão. Na preparação para o US Open, Clara Tauson venceu o Chicago Challenger, derrotando Emma Raducanu na final. No US Open, ela entrou na chave principal e venceu sua partida da primeira rodada contra  Clara Burel, da França, na rodada seguinte perdeu para a número 1 do mundo, Ashleigh Barty. Duas semanas depois, ela conquistou seu segundo título WTA no Luxembourg Open, derrotando a defensora do título Jeļena Ostapenko na final. Embora uma lesão a tenha mantido fora dos torneios nas duas semanas seguintes, os pontos ganhos a ajudaram a subir para o top 50. Ela terminou a temporada como vice-campeã no Courmayeur Open.

### 2022: Estreia no Australian Open e lesões nas costas
Tauson fez sua estreia na chave principal do Australian Open como sênior, derrotando Astra Sharma na primeira rodada. Ela então derrotou Anett Kontaveit, sexta cabeça de chave, em dois sets, marcando sua primeira vitória entre as dez primeiras. Ela perdeu na rodada seguinte para a eventual vice-campeã Danielle Collins em três sets equilibrados, encerrando assim seu melhor torneio de Grand Slam até aquele momento. De fevereiro a março, Tauson jogou três torneios WTA 1000 consecutivos: Qatar Open, Indian Wells e Miami Open. O torneio no Catar marcou sua estreia na chave principal de um WTA 1000 ao derrotar a campeã olímpica Belinda Bencic na primeira rodada, antes de perder para a terceira cabeça de chave Paula Badosa, em dois sets. Em Indian Wells, ela entrou na segunda rodada como cabeça de chave e chegou à terceira, onde perdeu para a eventual campeã Iga Świątek, em três sets. Em Miami, ela se retirou na primeira rodada contra Zhang Shuai.
Em Madri, ela perdeu na primeira rodada. Mais tarde, ela desistiu do que poderia ter sido seu quinto torneio WTA 1000, o Aberto da Itália, devido a uma lesão nas costas. Isso também a manteve fora do Aberto da França. Da mesma forma em Wimbledon, seu próximo torneio, ela teve que desistir na primeira rodada.
No Washington Open, ela jogou e perdeu sua primeira partida completa desde Wimbledon. Sua primeira vitória desde março veio no Thoreau Tennis Open contra  Katie Boulter. No US Open, ela perdeu na primeira rodada contra a nona cabeça-de-chave Garbiñe Muguruza. Em agosto, ela jogou e perdeu três partidas de duplas: em Washington com Emma Raducanu, em Cleveland com Camila Osorio e em Flushing Meadows com  Ann Li como parceira. No mesmo mês, ela também ultrapassou seu primeiro milhão em prêmios em dinheiro.
Depois de chegar a 140º lugar no ranking em outubro, ela voltou aos torneios e ao top 100 em dezembro, quando chegou à final em Limoges apenas para sofrer uma nova lesão, desta vez no pé, que a manteria fora do Australian Open de 2023. Ao mesmo tempo, ela teve que interromper a cooperação com seu treinador desde 2019 devido à falta de verba.

### 2023
Tauson voltou aos torneios no final de janeiro no Lyon Open, mas não passou pela qualificatória. Sua primeira vitória na chave principal veio em 8 de fevereiro como uma "lucky loser" em Linz contra a terceira cabeça de chave Irina-Camelia Begu.
Alguns dos destaques de Tauson na temporada foram: uma quarta de final no Upper Austria Ladies Linz em fevereiro; no mesmo mês, venceu um torneio de US$ 60k em Altenkirchen; uma final de torneio de US$ 40k em Maribor; uma quarta de final em torneio de US$ 100k em Oeiras; passou pela qualificatória do Aberto da França e chegou até a terceira rodada da chave principal; em Wimbledon ficou na terceira rodada da qualificatória. Seu último bom desempenho da temporada foi no Andorrà Open no qual chegou às quartas de final onde perdeu para Alizé Cornet em sets diretos.

### 2024
Tauson iniciou bem a temporada, participando do Workday Canberra International no qual chegou à semifinal que perdeu para a eventual campeã Nuria Párrizas Díaz [en] em sets diretos porém equilibrados. Depois disso, partiu para o Australian Open, no qual venceu Greet Minnen [en] na primeira rodada em sets diretos e perdeu para a "cabeça de chave" N° 18 Victoria Azarenka na segunda em jogo de três sets.
No final de janeiro, Tauson partiu para a Europa, e ainda em quadras duras, participou do Upper Austria Ladies Linz onde passou pela qualificatória, vencendo a "wild card" local Tamara Kostic em sets diretos na primeira rodada e  Jaqueline Cristian na segunda também em sets diretos. Na chave principal, venceu Camila Giorgi, em um jogo de três sets e perdeu para a "wild card" e "cabeça de chave" N° 1 Jeļena Ostapenko na segunda em mais um jogo de três sets. Seu único destaque no giro americano, foi no Miami Open, no qual, depois de passar pela qualificatória, chegou à segunda rodada da chave principal, onde perdeu para a "cabeça de chave" N° 4 Elena Rybakina em jogo de três sets.
Tauson deu início à temporada em quadras de saibro no Oeiras Open, agora um torneio WTA 125, no qual teve sucesso, chegando à final, que no entanto perdeu para Suzan Lamens [en] em jogo de três sets. Sem seguida, ela tentou o Aberto de Madri, mas precisou desistir da primeira partida da qualificatória devido a uma contusão. No Aberto de Roma, ela venceu Daria Saville na primeira rodada, mas perdeu para Anna Kalinskaya na segunda, ambos os jogos em sets diretos. Já no Aberto da França, venceu Tatjana Maria, na primeira rodada em sets diretos, venceu a cabeça de chave N° 9, Jeļena Ostapenko, na segunda, em jogo de três sets, venceu Sofia Kenin, na terceira, mais uma vez em sets diretos, chegando às oitavas de final, onde perdeu para a cabeça de chave N° 8, Ons Jabeur, novamente em sets diretos.
Tauson começou a temporada em quadras de grama no Libéma Open, no qual, perdeu para Jule Niemeier [en] na primeira rodada em jogo de três sets. Na sequência, tentou o Rothesay International, mas não passou pela qualificatória. Em seguida, participou do Torneio de Wimbledon, no qual enfrentou a cabeça de chave N° 11, Danielle Collins, na primeira rodada, jogo que perdeu em sets diretos.